# De gekweekte dubbelganger
De gekweekte dubbelganger is een hoorspel van James G. Harris. Het werd op een tot dusver onbekende datum onder de titel Tohuwabohu uitgezonden door de Süddeutscher Rundfunk. Justine Paauw vertaalde het en de AVRO zond het uit op dinsdag 26 november 1974, van 14:00 uur tot 14:38 uur. De regisseur was Hero Muller.

## Rolbezetting
- Jan Borkus (Mayday)
- Hans Veerman (Poupart)
- Brûni Heinke (Zelda)
- Trudy Libosan (Rachel)
- Wim Hoddes (Abe)

## Inhoud
Kwintessens van deze kluchtige Engelse detectiveparodie: iemand is zo gek, dat hij niet door een nog gekkere overtroefd kon worden. Is privé-detective Mayday, die nu toch echt niet gebukt gaat onder de opdrachten en daardoor diep in de schulden zit, al gek genoeg dat hij de opdracht van de gekke psychiater aanneemt diens vrouw te surveilleren, dan is die vrouw, die een motel uitbaat, nog veel gekker. En haar verleden dan! En haar schoonmoeder! En die gekkigheid is ook nog aanstekelijk, zoals Mayday bij zijn assistente moet vaststellen, en daarenboven uiterst levensgevaarlijk. Want wat hen allen gek maakt, dat is de afgunst...